# Stylodactylidae
Stylodactylidae är en familj av kräftdjur. Stylodactylidae ingår i överfamiljen Stylodactyloidea, ordningen tiofotade kräftdjur, klassen storkräftor, fylumet leddjur och riket djur. Enligt Catalogue of Life omfattar familjen Stylodactylidae 5 arter. 
Stylodactylidae är enda familjen i överfamiljen Stylodactyloidea.
Kladogram enligt Catalogue of Life:
| Stylodactylidae | \| \| Stylodactyloides \| \| \| \| \| \| Stylodactylus \| \| \| \| |
|                 | \| \| Stylodactyloides \| \| \| \| \| \| Stylodactylus \| \| \| \| |
|                 | Stylodactyloides                                                   |
|                 |                                                                    |
|                 | Stylodactylus                                                      |
|                 |                                                                    |